# Simona Waltert
Simona Waltert, née le 13 décembre 2000 à Coire, est une joueuse de tennis suisse.

## Biographie
Née le 13 décembre 2000 à Coire, Simona Waltert commence le tennis dès son plus jeune âge, suivant les traces de ses aînés Lukas et Livia. Débutant sur le circuit professionnel en 2016, elle atteint en juin 2017, lors du tournoi ITF de Lenzerheide doté de 25 000 dollars américains, sa première finale qu’elle perd face à l’Italienne Georgia Brescia. Quelques semaines plus tard, elle atteint les demi-finales du tableau simple filles de Wimbledon, s’inclinant face à Ann Li.
En 2019, elle fait ses débuts sur le circuit WTA grâce à une invitation pour le tournoi de Lausanne. Elle y élimine la tête de série numéro 1 Julia Görges au premier tour, avant de tomber face à sa compatriote Jil Teichmann deux jours plus tard. À nouveau invitée au tournoi de Lausanne en 2021, elle s’incline au premier tour du tableau simple contre la Kazakhe Zarina Diyas. Elle parvient néanmoins à remporter son premier trophée sur le circuit WTA grâce à sa victoire finale dans le tableau double, où elle fait équipe avec la Tessinoise Susan Bandecchi.

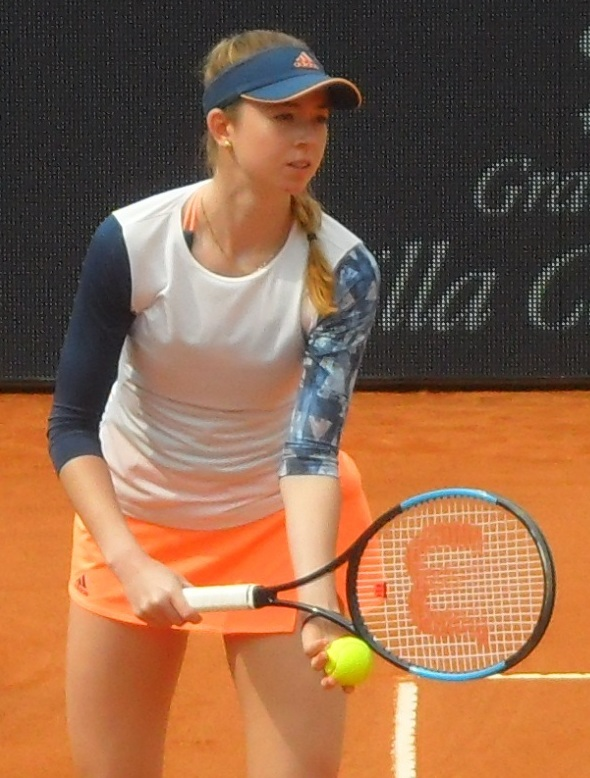
Simona Waltert à Lugano en 2018.

## Palmarès

### Titre en double dames
| No | Date       | Nom et lieu du tournoi        | Catégorie | Dotation  | Surface      | Partenaire      | Finalistes                         | Score             |          |
| -- | ---------- | ----------------------------- | --------- | --------- | ------------ | --------------- | ---------------------------------- | ----------------- | -------- |
| 1  | 12-07-2021 | Ladies Open Lausanne Lausanne | WTA 250   | 235 238 $ | Terre (ext.) | Susan Bandecchi | Ulrikke Eikeri V. Grammatikopoúlou | 6-3, 6-73, [10-5] | Parcours |

### Finale en double dames
| No | Date       | Nom et lieu du tournoi   | Catégorie | Dotation  | Surface      | Vainqueures                    | Partenaire  | Score    |          |
| -- | ---------- | ------------------------ | --------- | --------- | ------------ | ------------------------------ | ----------- | -------- | -------- |
| 1  | 14-07-2025 | UniCredit Iași Open Iași | WTA 250   | 275 094 $ | Terre (ext.) | Veronika Erjavec Panna Udvardy | María Carlé | 7-5, 6-3 | Parcours |

### Titres en double en WTA 125
| No | Date       | Nom et lieu du tournoi          | Catégorie | Dotation  | Surface      | Partenaire        | Finalistes                       | Score            |          |
| -- | ---------- | ------------------------------- | --------- | --------- | ------------ | ----------------- | -------------------------------- | ---------------- | -------- |
| 1  | 24-03-2025 | Megasaray Hotels Open 2 Antalya | WTA 125   | 115 000 $ | Terre (ext.) | María Carlé       | Maja Chwalińska Anastasia Dețiuc | 3-6, 7-5, [10-3] | Parcours |
| 2  | 31-03-2025 | Megasaray Hotels Open 3 Antalya | WTA 125   | 115 000 $ | Terre (ext.) | Anna Bondár       | Alicia Barnett Elixane Lechemia  | 7-5, 2-6, [10-6] | Parcours |
| 3  | 09-06-2025 | Lexus Ilkley Open Ilkley        | WTA 125   | 115 000 $ | Gazon (ext.) | Isabelle Haverlag | Vitalia Diatchenko Eden Silva    | 6-1, 6-1         | Parcours |

### Finale en double en WTA 125
| No | Date       | Nom et lieu du tournoi        | Catégorie | Dotation  | Surface      | Vainqueures                          | Partenaire  | Score            |          |
| -- | ---------- | ----------------------------- | --------- | --------- | ------------ | ------------------------------------ | ----------- | ---------------- | -------- |
| 1  | 02-09-2024 | Montreux Nestlé Open Montreux | WTA 125   | 115 000 $ | Terre (ext.) | Quinn Gleason Ingrid Gamarra Martins | María Carlé | 6-3, 4-6, [10-7] | Parcours |

## Parcours en Grand Chelem

### En simple dames
| Année | Open d'Australie | Open d'Australie    | Internationaux de France | Internationaux de France | Wimbledon       | Wimbledon          | US Open | US Open         |
| ----- | ---------------- | ------------------- | ------------------------ | ------------------------ | --------------- | ------------------ | ------- | --------------- |
| 2021  | —                | —                   | —                        | —                        | Q2              | Océane Dodin       | —       | —               |
| 2022  | Q2               | Jule Niemeier       | Q2                       | Olga Danilović           | Q1              | Isabella Shinikova | Q2      | Eva Lys         |
| 2023  | Q3               | Katherine Sebov     | 2e tour (1/32)           | Elisabetta Cocciaretto   | 1er tour (1/64) | Marie Bouzková     | Q2      | Laura Siegemund |
| 2024  | 3e tour (1/16)   | Anastasia Zakharova | Q1                       | Lauren Davis             | Q2              | Katie Volynets     | Q2      | Sonay Kartal    |
| 2025  | Q1               | Barbora Palicová    | Q3                       | Tereza Valentová         | Q1              | Emily Appleton     |         |                 |

N.B. : à droite du résultat se trouve le nom de l'ultime adversaire.

## Classements WTA en fin de saison
| Année          | 2016 | 2017 | 2018 | 2019 | 2020 | 2021 | 2022 | 2023 | 2024 |
| Rang en simple | 1181 | 571  | 552  | 294  | 297  | 217  | 120  | 166  | 175  |
| Rang en double | 1142 | 819  | 1005 | 451  | 399  | 209  | 399  | 397  | 404  |

Source : (en) Classements de Simona Waltert sur le site officiel de la Fédération internationale de tennis